# Pachybrachis varians
Pachybrachis varians är en skalbaggsart som beskrevs av Bowditch 1909. Pachybrachis varians ingår i släktet Pachybrachis och familjen bladbaggar. Inga underarter finns listade i Catalogue of Life.